# Midtown Madness (Computerspiel)
Midtown Madness ist ein Rennspiel, das von Angel Studios entwickelt und von Microsoft am 30. April 1999 für Windows veröffentlicht wurde. Es ist der erste Teil innerhalb der Midtown-Madness-Spieleserie und hat mit Midtown Madness 2 und Midtown Madness 3 zwei Nachfolger.

## Spielprinzip
Das Spiel ist in der Innenstadt von Chicago verortet, die als offene Spielwelt konzipiert ist. Im Westen ist eine Stadtkernumgehungsautobahn, im Osten der Michigansee und mittig Flüsse über die sich öffnende Hängebrücken führen. Es sind zahlreiche Sehenswürdigkeiten wie die Chicago Elevated oder der Sears-Tower enthalten. Es werden Checkpointrennen gegen sechs Computergegner angeboten. Alternativ kann auf durch Barrieren abgesperrten Rundkursen gefahren werden. Im Mehrspieler fahren Bankräuber und Streifenwagen gegeneinander in einer verkehrsfreien Stadt.

### Wagenliste
Das Spiel stellt acht Fahrzeuge zur Verfügung:
- VW New Beetle
- Stadtbus
- Cadillac Eldorado
- Ford Mustang Cruiser
- Ford Mustang Fastback
- Ford Mustang GT
- Ford F-350
- Panoz GTR-1
- Panoz Roadster
- Freightliner Century

## Rezeption
Die Idee Rennen auf realen Straßennetzen auszutragen sei zwar nicht neu und bereits aus Autobahn Raser und Need for Speed bekannt. Derartig glaubhaft und originalgetreu wurden die Umgebungen jedoch bislang nicht dargestellt. Bei Gameplay Intelligenz der computergesteuerten Wagen, Fahrphysik fehle der Feinschliff. Zudem gäbe es leichte grafische Mängel. Die Darstellung der Stadt mit Verkehr, Passanten und Inhalt von gerammten Mülleimern sei realistisch und detailliert. Der Umfang mit nur einer amerikanischen Metropole sei jedoch gering. Die Rennen im Einzelspieler seien schnell absolviert und im Mehrspieler ohne Stadtverkehr fehle der Flair.